# Santiago Montes Luengas
No confundir con Santiago Montes Areas (Vigo, 1940), pintor.
No confundir con Santiago Montes Mozo (Valladolid, 1937-1989), pintor.
Santiago Montes Luengas (Villa de Laredo, Cantabria, 25 de julio de 1911-1954) fue un pintor español reconocido por sus obras originales y como copista del Museo del Prado. Durante la Guerra Civil Española, enfrentó el desafío de permanecer oculto durante ocho años, seguido de un posterior encarcelamiento. En la cárcel de Yeserías en Madrid, plasmó en retratos a varios de sus compañeros de cautiverio, entre ellos a Cipriano Rivas Cherif, cuñado de Manuel Azaña. Proveniente de una familia de pescadores de siete hermanos, Santiago vivió el dolor de perder a su hermano Ángel, fusilado en el Penal del Dueso a raíz de la misma contienda.

## Biografía
De vocación temprana, el joven Montes entró en contacto con el pintor Flavio San Román que se encontraba durante todo un verano pintando rincones de Villa de Laredo. El joven Montes cautivado por la maestría del pintor, pasa mucho tiempo primero observándole y luego ayudándole en el lavado de los pinceles y en la mezcla de los colores. San Román, una vez qué apreció los dibujos que el joven Montes le enseñó, hizo gestiones para conseguir una beca para que estudiara en la Real Academia de Bellas Artes de San Fernando, donde coincidió con el escultor Jesús Otero de Santillana del Mar con el que entabló una profunda amistad y donde frecuentó también el taller de Gerardo de Alvear.
Montes pasó dos años en Madrid estudiando pintura, y donde recibió de parte de sus compañeros el apodo de 'mago de la arruga'.
Con la llegada de la Guerra Civil, Montes, quien luchó por el bando del Gobierno Republicano, y justo antes de la toma en 1936 de Santander por parte de los sublevados, intentó sin éxito huir a Francia en barco. Fracasado todo intento de exilio voluntario decidió esconderse, según una práctica común, en su misma casa, en un escondite camuflado en el desván, que solo él y su mujer conocían, y que mantuvieron oculto a sus cuatro hijos para evitar que pudieran involuntariamente delatarle.
De esta manera vivió ocho años de su vida hasta 1945, sin que sus hijos supieran que se encontraba tan cerca y de los que pudo disfrutar visualmente en contadas circunstancias a través de un agujero practicado en techo. Durante el forzado encierro Montes pintó y dibujó de manera obsesiva.
Al final de la Segunda Guerra Mundial en 1945 coincidiendo con una amnistía del régimen franquista, Montes decidió salir de su escondite y entregarse a la autoridad que le mantuvo en prisión durante casi un año a la espera de la aplicación de la amnistía. Durante su estancia tanto en la cárcel para presos políticos de Yeserías en Madrid, como la de Santander, realizó numerosos retratos de los compañeros de cautiverio como el de Cipriano Rivas Cherif cuñado de Manuel Azaña, Presidente de la Segunda República Española.
En 1946, reunidas las suficientes pruebas que le exculparan de crimines graves, recobró la libertad y empezó una nueva etapa profesional y creativa que le llevó a ser copista oficial del Museo del Prado realizando copias de Mantegna, Van Der Weyden, o Murillo tan buenas que hasta los expertos encuentran difícil diferenciarlas de las originales.
Paralelamente a los numerosos encargos de copias, casi todas de turistas extranjeros que visitan el museo, Montes realizó su propia y personal obra pictórica en una carrera artística que se interrumpió bruscamente en 1954 por su prematura muerte a la edad de cuarenta y tres años.

## Obra
La producción artística de Montes ha abarcado por un lado la copia de grandes obras pictóricas como las mencionadas del Prado o las que pudo conocer gracias a las primeras imágenes en color que comenzaron a circular en publicaciones de arte,  y por otro la obra propia donde se encuentran paisajes, bodegones, y numerosos retratos.

## Trayectoria
Santiago Montes fue una de las revelaciones artísticas de Cantabria desconocida durante mucho tiempo que a lo largo de los años ha ido paulatinamente recuperando el merecido lugar hasta que, en 2008, la corporación local de su villa natal ha concedido dedicar una calle en su nombre. [cita requerida]

## Enlaces Externos
- paperblog
- Santiago Montes Luengas

- Datos: Q20016579